# Реймонд Ф. Джоунз

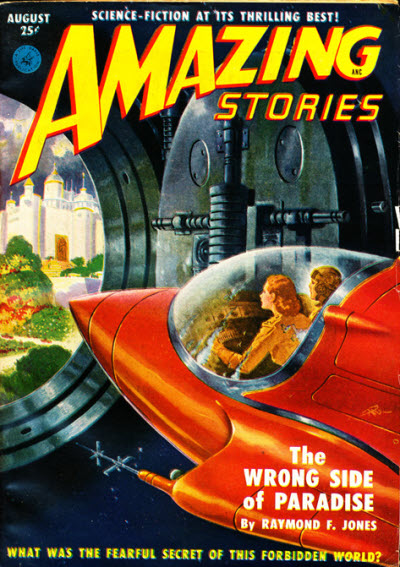
Повість Джонса «The Wrong Side of Paradise» була обкладинкою серпневого номеру «Емейзін сторіз» за 1951 рік.

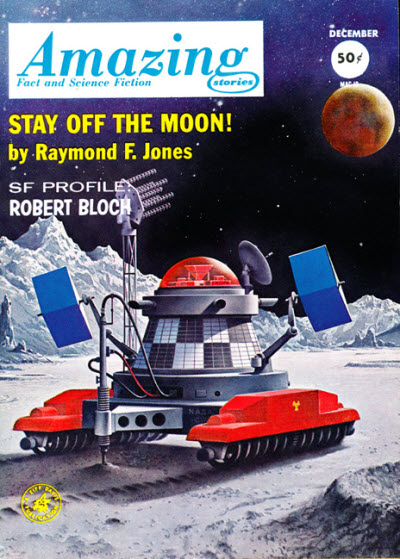
Повість Джоунза «Не йдіть на Місяць!» була обкладинкою випуску «Емейзін сторіз» за грудень 1962 року.

Реймонд Ф. Джоунз (англ. Raymond F. Jones; 15 жовтня 1915, Солт-Лейк-Ситі, штат Юта, США — 24 січня 1994, Сенді, штат Юта, США) — американський письменник-фантаст. Він найбільш відомий своїм романом 1952 року «Цей острів Земля», який був екранізований у однойменному фільмі 1955 року.

## Особисте життя
Джоунз народився в Солт-Лейк-Сіті, штат Юта, і був членом Церкви Ісуса Христа Святих Останніх Днів від народження. Помер у Сенді, штат Юта, у 1994 році.

## Кар'єра
Більшість творів короткої форми Джоунза було опубліковано в 1940-х, 1950-х і 1960-х роках у таких журналах, як «Тріллін вандер сторіз», «Аналог сторіз» і «Гелексі сайнс фікшн». Його шістнадцять романів були опубліковані між 1951 і 1978 роками
Його оповідання «Щурячі перегони», вперше опубліковане в квітневому випуску «Аналог: наукова фантастика та факти» за квітень 1966 року, було номіновано на премію Х'юґо. У 1996 році «Заочний курс», вперше опублікований у випуску «Аналога» у квітні 1945 року, був номінований на премію «Ретро-Х'юґо» за найкраще оповідання. Ще одне оповідання, «Іншопланетна машина», вперше опубліковане в журналі «Тріллін вандер сторіз» у червні 1949 року, пізніше було об'єднано з двома іншими оповіданнями, «Пелена таємниці» та «Великий конфлікт», і розширено до роману «Цей Острів Земля, на якому засновано однойменний фільм.
Джоунз також написав історію, на якій базувався епізод телевізійної програми „Казки завтрашнього дня“ 1952-го року під назвою „Дитяча кімната“.
Оповідання Джоунза „Tools of the Trade“, опубліковане у випуску журналу „Аналог“ за листопад 1950 року, було першим оповіданням про 3D-друк, хоча тоді він назвав його „Molecular Spray“.
У 1978 році три його романи були драматизовані та випущені на аудіокасетах AudiSee: „Ренегати часу“ (англ. «The Renegades of Time») (The Lost One's), „Король Еоліма“ (англ. «The King Of Eolim») (The Star Prince) та „Повстанці Імперії“ (англ. «The Rebels Of Empiria»). Усі три адаптації продавалися разом із супровідним буклетом, наповненим мистецтвом.
Його оригінальний твір „Пастка часу“ (англ. «Time Trap»), опублікована видавництвом „Century Pocket Books“ у 1949 році (№ 116), була названа однією з перших, якщо не першою оригінальною науково-фантастичною книгою в м'якій обкладинці, яка коли-небудь була надрукована, тому що вона була першою, надрукованою масово. „Century Books“ слідом за Пасткою часу опублікували Світи з (англ. «Worlds Within») (#124, 1950) та „Світи Якщо“ (англ. «World of If») (як Merit Books, #B-13, 1951). Видавництво Century/Merit Books викликало певний інтерес до сумнозвісної операції Чиказької натовпу (організованої злочинності). Організована злочинність відігравала і продовжує відігравати важливу роль у видавничій діяльності в цю епоху, здебільшого завдяки майже повному контролю над поширенням у Сполучених Штатах.

### Книжкові видання

#### Романи
- „Ренесанс“ (англ. «Renaissance»; 1944), OCLC 1601340, також відомий як „Людина двох світів“ (англ. «Man of Two Worlds»)
- „Чужий“ (англ. «The Alien»; 1951), OCLC 1872654
- „Син зірок“ (англ. «Son of the Stars»; 1952), OCLC 1601327
- »«Цей острів Земля»" (англ. «This Island Earth»; 1952), OCLC 6122497
- «Планета світла» (англ. «Planet of Light »; 1953), OCLC 1137088
- «Таємничий народ» (англ. «The Secret People»; 1956), також відомий як «Девіанти» (англ. «The Deviates») OCLC 6362798
- «Рік, коли осів зоряний пил (англ. «The Year When Stardust Fell»; 1958), OCLC 1137133
- „Кібернетичні мізки“» (англ. «The Cybernetic Brains»; 1962), OCLC 1915415
- «Подорож на морське дно» (англ. «Voyage to the Bottom of the Sea»; 1965), OCLC 5871064
- «Сін» (англ. «Syn»; 1969), OCLC 6083296
- «Король Еоліма» (англ. «The King Of Eolim»; 1975 — Канада), також відомий як «Зоряний принц» (англ. «The Star Prince»)
- «Місячна база 1» (англ. «Moonbase One»; 1971)
- «Ренегати часу» (англ. «The Renegades of Time»; 1975 — Канада), також відомий як «Такий собі загублений» (англ. «The Lost One's»)
- «Річка и сон» (англ. «The River and the Dream»; 1977 — Канада),
- «Сльози Мей Таррі» (англ. «Weeping May Tarry»; 1978) Лестером дель Реєм)

#### Збірки
- «Творець іграшок» (англ. «The Toymaker»; 1951), OCLC 3437888
- «Нестатистична людина» (англ. «The Non-Statistical Man»; 1964), OCLC 1881957

### Твори короткої форми
- «Випробування богами» (вересень 1941 р.)
- «Дитяча кімната» (1942)
- «Відправна точка» (1942)
- «Урок плавання» (1943)
- «Іноходець» (1943)
- «П'ятдесят мільйонів мавп» (1943)
- «Utility» (1944) [за Дейвідом Андерсоном]
- Серія «Відродження» (1944)
- «Смертоносне військо» (1945)
- «Заочний курс» (1945)
- «Чорний ринок» (1946)
- «Прогноз» (1946)
- «Кіт і король» (1946)
- «Творець іграшок» (1946)
- «Сім коштовностей Чамара» (1946)
- «Pete Can Fix It» (1947)
- «Марсіанська чарівниця» (1947)
- «Магазин моделей» (1947)
- «Людина з Порлока» (1947)
- «Іншопланетна машина» за участю Кела Мічема (1949)
- «Виробничі випробування» (1949)
- «Пелена таємниці» за участю Кела Мічема (1949)
- «Форпост нескынченності» (1950)
- «Велетенський конфлікт за участю Кела Мічема» (1950)
- «Регламенти забезпечують» (1950)
- «Посягання» (1950)
- «Портрет Нарциса» (1950)
- «Неділя через три тисячі років» (1950)
- «Кібернетичний мозок» (1950)
- «Розрив» (1950)
- «Інструменти торгівлі» (1950)
- «Камінь і спис» (1950)
- «Розділені ми падаємо...» (1950)
- «Я кажу тобі тричі» (1951)
- «…як нас бачать інші» (1951)
- «Тривожна реакція» (1951)
- «Неправильний бік раю» (1951)
- «Насіння» (1951)
- «Найдальший горизонт» (1952)
- «Зіткнення» (1952)
- «Doomsday's Color-Press» (1952)
- «Рівень шуму» (1952)
- «Кентерберійський квітень» (1952)
- «Місяць — це смерть» (1953)
- «Час перерви» (1953)
- «Комерційна таємниця» (1953)
- «Колоністи» (1954)
- «Ненавчений» (1954)
- «Школа» (1954)
- «Дар богів» (1955)
- «Вовченята» (1955)
- «Людська помилка» (1956)
- «Академія піонерів» (1956)
- «The Deviates» (1956)
- «Нестатистична людина» (1956)
- «Мисляча машина» (1956)
- «A Matter of Culture» (1956)
- «Садівник» (1957)
- «Зоряний сон» (1957)
- «Ефект Страда» (1958)
- «Пам'ять Марса» (1961)
- «Велика сіра чума» (1962)
- «Тримайтеся подалі від Місяця!» (1962)
- «Вершник у небі» (1964)
- «Щурячі перегони» (1966)
- «Метро до зірок» (1968)
- «Лев, що сміється» (1973)
- «Пет» (1973)
- «Вогні Марса» (1973)
- «Миска біскі робить хлопчика зростаючим» (1973)
- «Леви Риму» (1973)
- «Брат за часом» (1973)
- «Віддзеркалення зірки» (1974)
- «Флауна» (1974)
- «Дотик твоєї руки» (1974)
- «Вічна смерть» (1978)

## Проект Ґутенберг
Дев'ять його книг були безкоштовно надані Проєкту «Ґутенберга», незважаючи на їхню нещодавню публікацію, оскільки вони стали суспільним надбанням, коли оригінальне авторське право не було поновлено: «Велика сіра чума», «Пам'ять Марса», «Дитинчата вовка», «Колоністи», «Рік, коли осів зоряний пил», «Чужинець», «Людська помилка», «Невивчене».